# Romain Saïss
Romain Ghanem Paul Saïss, född 26 mars 1990, är en marockansk fotbollsspelare som spelar för Beşiktaş.

## Klubbkarriär
Den 30 augusti 2016 värvades Saïss av Wolverhampton Wanderers, där han skrev på ett fyraårskontrakt. Den 21 februari 2019 förlängde Saïss sitt kontrakt fram till sommaren 2021. I mars 2021 förlängdes Saïss kontrakt automatiskt med ett år efter att han spelat 20 matcher i Premier League under säsongen 2020/2021.
Den 17 juni 2022 värvades Saïss av turkiska Beşiktaş, där han skrev på ett tvåårskontrakt med option på ytterligare ett år.

## Landslagskarriär
Saïss debuterade för Marockos landslag den 14 november 2012 i en 1–0-förlust mot Togo, där han blev inbytt i den 79:e minuten mot Zakarya Bergdich.